# Bohn (Odenthal)
Bohn, früher auch bekannt unter dem Namen Born, ist ein Ortsteil in Unterodenthal in der Gemeinde Odenthal im Rheinisch-Bergischen Kreis. Er liegt am nördlichen Rand von Blecher.

## Geschichte
Bei Bohn handelte es sich vorwiegend um ein großes Wiesenland. Urkundlich wurde der Ort erstmals für die Jahre 1499–1502 unter der Bezeichnung Gut zum Born erwähnt. Er hatte jährlich kleinere Abgaben an die Abtei Altenberg zu zahlen. 
Während des Spanischen Erbfolgekriegs hatten auch die Odenthaler ihre Beiträge zur Landesverteidigung zu leisten. In diesem Zusammenhang wird unter anderem ein Johann zum Bohn aufgelistet. Er hatte neun Faschinen und 27 Pfähle zu stellen.
Im Mittelalter gehörte Bohn zur Honschaft Blecher. Bohn war zu Ende des 18. Jahrhunderts Teil von Unterodenthal in der Herrschaft Odenthal. Unter der französischen Verwaltung zwischen 1806 und 1813 wurde die Herrschaft aufgelöst und Bohn wurde politisch der Mairie Odenthal im Kanton Bensberg zugeordnet. 1816 wandelten die Preußen die Mairie zur Bürgermeisterei Odenthal im Kreis Mülheim am Rhein.
Der Ort ist auf der Topographischen Aufnahme der Rheinlande von 1824 und auf der Preußischen Uraufnahme von 1840 als Born verzeichnet. Ab der Preußischen Neuaufnahme von 1892 ist er auf Messtischblättern regelmäßig als Bohn oder ohne Namen verzeichnet. 
| Jahr | Einwohner | Wohn- gebäude | Kategorie                      |
| ---- | --------- | ------------- | ------------------------------ |
| 1822 | 32        |               | Ackergüter                     |
| 1830 | 39        |               | Ackergut                       |
| 1845 | 58        | 7             | Siamosen-Fabrik und Ackergüter |
| 1885 | 29        | 7             | Wohnplatz                      |
| 1895 | 25        | 6             | Wohnplatz                      |
| 1905 | 13        | 5             | Wohnplatz                      |